# Ethiopia Habtemariam
Ethiopia Habtemariam (amharique : ኢትዮጵያ ሀብተማርያም ; née le 24 septembre 1979) est une femme d'affaires et dirigeante artistique américaine, présidente-directrice générale de Motown entre 2021 et 2022. Elle est d'origines éthiopiennes.

## Biographie
Elle naît à Berkeley, en Californie. En 1994, à l'âge de 14 ans, Habtemariam commence à faire un stage chez LaFace Records, un label fondé par l'ancien président-directeur général d'Epic Records, L.A. Reid. Ce stage dure quatre ans. Peu après, l'Éthiopie commence à travailler avec Universal Music Group. En 2011, Habtemariam est nommée vice-président principal de Motown Records, travaillant avec les artistes Stevie Wonder, Erykah Badu, Ne-Yo, Kem, BJ the Chicago Kid, Stacey Barthe, et bien d'autres. Billboard ajoute Habtemariam à ses listes 30 Under 30, 40 Under 40 et Power 100 En 2013, le numéro Women in Music du Hollywood Reporter et le magazine Variety la nomment dans leur Women's Impact List. En 2014, Habtemariam est promue présidente de Motown et occupe les fonctions de présidente de Motown et de présidente de la musique urbaine/chef de la création chez Universal Publishing Music Group aux États-Unis,,.
À l'âge de 16 ans, Habtemariam écrit une lettre à Sylvia Rhone, émerveillée par le fait qu'une femme noire soit à la tête d'un grande label discographique. Une fois devenue présidente de Motown, Habtemariam reçoit une lettre similaire de la part d'un fan. Son admiratrice, une étudiante de 16 ans inscrite à un programme musical Bonus Tracks, lui écrit que l'image d'une femme noire en position de pouvoir influence les jeunes étudiants de couleur.
Pendant son stage à LaFace, Habtemariam est exposée à de nombreux exemples de femmes de couleur dans l'industrie. Elle cite ses exemples de leadership féminin comme sa motivation pour aider les jeunes filles à accéder à des postes de pouvoir.
Dans une interview accordée à Billboard, Habtemariam explique comment, en tant que femme noire, elle doit faire ses preuves face à ceux qui doutaient d'elle : J'ai entendu des gens dire : « Oh, elle a eu le poste juste parce qu'elle est noire et ils essaient juste de se couvrir » », dit-elle. « D'accord, c'est cool. Même si c'était le cas, c'est à moi de jouer. Qu'est-ce que je vais faire pour avoir un impact et faire en sorte que d'autres personnes aient ce genre d'opportunités à l'avenir ? De plus, j'aime prouver aux gens qu'ils ont tort ». Habtemariam a déclaré qu'avec le soutien de leur famille et de leur communauté, les femmes de couleur peuvent changer d'orientation et devenir des acteurs importants de l'industrie musicale,.
Habtemariam annonce son départ de Motown le 29 novembre 2022.